# ゴルディアース
ゴルディアース(Gordias)は、ギリシア神話に登場するフリギアの王である。同名の王が複数いた可能性もある。ゴルディアス・ゴルディオス (Gordios)・ゴルディウス (Gordius)とも。
ミダース王の父。フリギアの都ゴルディオンを建設したといわれ、ゴルディアスの結び目のエピソードでも知られる。

## ギリシア神話のゴルディアース
フリギア人の間で権力抗争が起きた際、人々は誰を君主にすべきかの神託を仰いだ。神託の結果は、神託を聞いた者が最初に出会う、車に乗った人物を王にすべし、というものであった。その車に乗って最初に出会った人物がゴルディアースであった。
ゴルディアース自身、占い師の女に王になると告げられていた。フリギア王となったのち、ゴルディアースはこの占い師と結婚した。
王になったゴルディアースはゴルディオンを建設し、自分が乗っていた車にほどくのがきわめて困難な結び目をつけてゼウス神殿に奉納した。ゴルディアースは、この結び目をほどく者はアジアの王になるであろうと予言した。
のちに紀元前334年冬にゴルディオンに立ち寄ったアレクサンドロス大王は、この結び目を見て、一刀両断にしてこれをほどいたという。アレクサンドロスは予言どおりアジアの王になった。

## ヘロドトス『歴史』に記されたゴルディオス
古代ギリシアの歴史家ヘロドトスは、ゴルディオスという名のフリギア人を多数伝えている。ミダース王の父であるゴルディオス、そしてリディア王クロイソスに穢れを払ってもらったものの、結局誤ってクロイソスの一人息子を誤って殺してしまうアドラストスという人物の父であるゴルディオスである。一方でアドラストスの祖父の名はミダス、曾祖父の名はゴルディオスと伝えられている。さらにヘロドトスは、デルポイに玉座を奉納したミダース王の父の名がゴルディオスであったと伝えている。最後のミダースはおそらく紀元前8世紀後半に実在したミダース王を指すと考えられている。

## 史実のゴルディアース
ゴルディアースとミダースという名を持つ、複数のフリギア王の歴史的前後関係を推定する試みは、これまで何度も行われてきた。これまでのところ、ゴルディアースという名の王は史上4人いたと推定されている。しかし古代の史料を基に歴史を再構成することには多くの問題を伴っている。
最近この試みは再検討されており、紀元前709年のアッシリア史料に登場する「ムシュキの王ミタ」と、紀元前696年または679年にキンメリア人によって自殺に追い込まれたとされるミダスとを同一視することは疑問視されている。この説に立てば、ゴルディアースという名のフリギア王の1人が紀元前700年前後に在位していたと考えられる。しかし結論は出ていない。